# Дезертето Тето Кол (Кунео)
Дезертето Тето Кол је насеље у Италији у округу Кунео, региону Пијемонт.
Према процени из 2011. у насељу је живело 2 становника. Насеље се налази на надморској висини од 1053 м.